# Милиани, Луиджи
Луиджи Милиани (итал. Luigi Miliani; 17 сентября 1875 — 19 ноября 1944) — итальянский шахматист.

## Биография
Большую часть своей жизни Луиджи Милиани провел в Венеции, где работал инженером-гидротехником. Он написал научные книги о реках северной Италии и о Венецианской лагуне.
Луиджи Милиани был также известен как шахматист и организатор шахматной жизни. С 1900 по 1903 год он был одним из издателей шахматного журнала «Nuova Rivista degli Scacchi». Первый президент Итальянской шахматной федерации (с 1920 года до своей смерти в 1944 году, с небольшим перерывом в 1924 году) и организатор первого международного шахматного турнира в Венеции в 1929 году. Участвовал в итальянских шахматных турнирах - в 1906 году в Милане и в 1-м чемпионате Италии по шахматам в 1921 году, а также в международных шахматных турнирах в Триесте в 1923 году и в Мерано в 1924 году. Представлял Италию на неофициальной шахматной олимпиаде 1924 года.